# Åby (naturreservat)
Åby är ett naturreservat i Mönsterås kommun i Kalmar län.
Området är naturskyddat sedan 2014 och är 351 hektar stort. Reservatet omfattar en del av Emån med kringområde och består av våtmarker och lövskogar.